# Tetiana Petlyuk
Tetiana Petlyuk (Ucrania, 22 de febrero de 1982) es una atleta ucraniana especializada en la prueba de 800 m, en la que consiguió ser subcampeona mundial en pista cubierta en 2008.

## Carrera deportiva
En el Campeonato Mundial de Atletismo en Pista Cubierta de 2008 ganó la medalla de plata en los 800 metros, llegando a meta en un tiempo de 2:02.66 segundos, tras la australiana Tamsyn Lewis (oro con 2:02.57 segundos) y por delante de la mozambiqueña Maria de Lurdes Mutola.